# شبدوعية
الشُبْدُوعية أو الطلتروسية (الاسم العلمي: Talitridae) هي فصيلة من المفصليات تتبع رتيبة الغماراويات من رتبة مزدوجات الأرجل.

## أجناس
- الطلتروس